# Andrés Iniesta
Andrés Iniesta Luján, wym. [anˈdɾes iˈnjesta luˈxan] (ur. 11 maja 1984 w Fuentealbilli) – hiszpański piłkarz, który występował na pozycji pomocnika. W latach 2006–2018 reprezentant Hiszpanii. Złoty medalista Mistrzostw Świata 2010 oraz Mistrzostw Europy 2008 i 2012. Czterokrotny zdobywca Ligi Mistrzów UEFA z FC Barceloną w sezonach 2005/2006, 2008/2009, 2010/2011 i 2014/2015.

## Życiorys

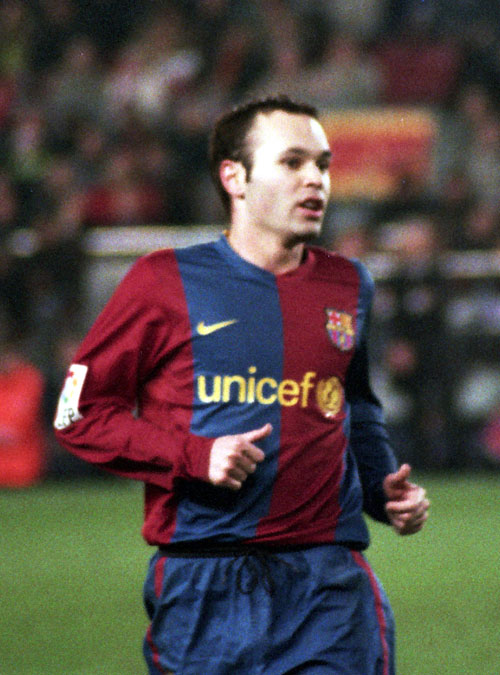
Andrés Iniesta w meczu przeciwko Atlético Madryt (21 października 2006)

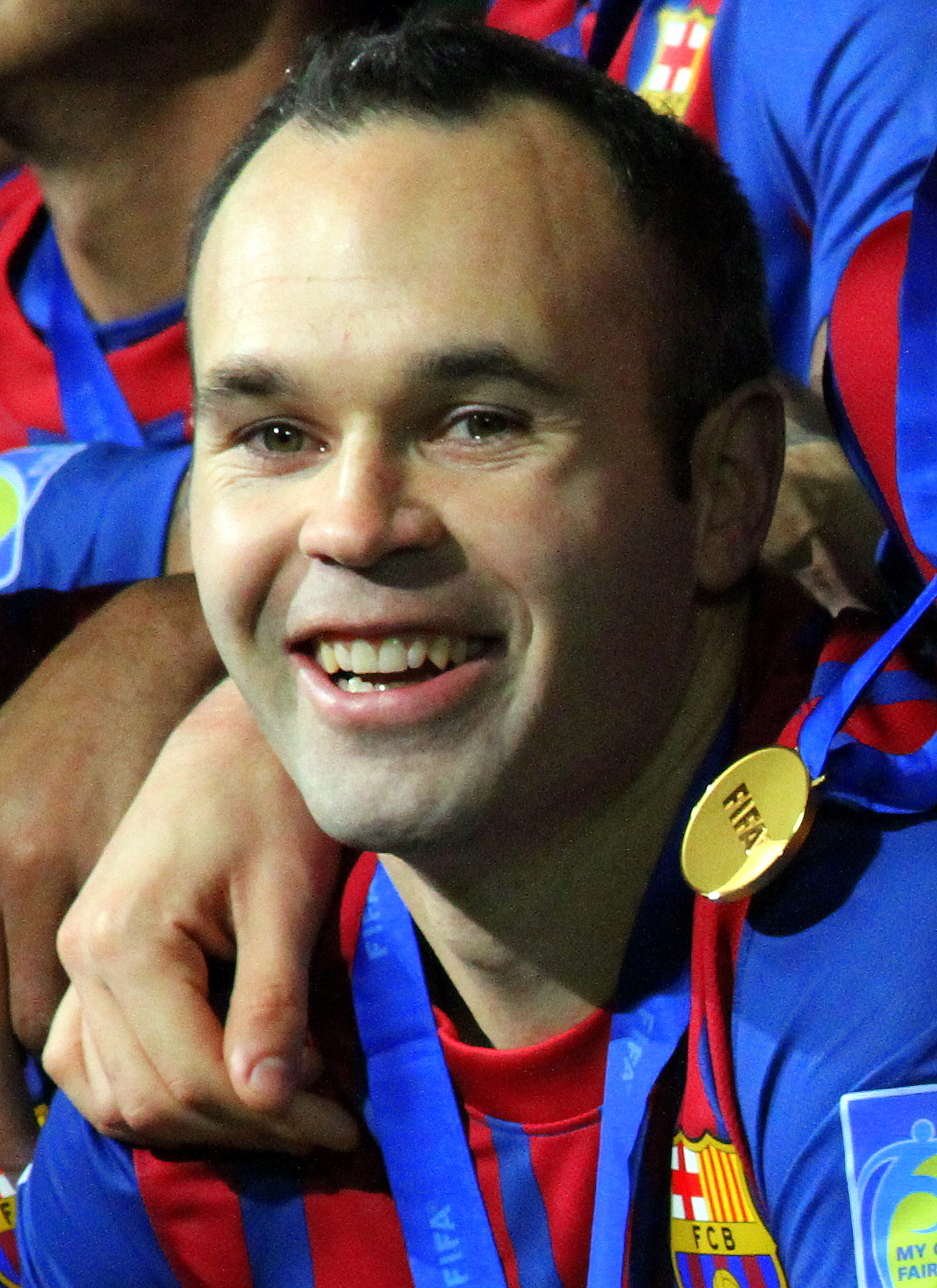
Andrés Iniesta po zwycięstwie FC Barcelony w finale Klubowych mistrzostw świata (2011)

### FC Barcelona
Andrés Iniesta do Barcelony dołączył w 1996 roku po turnieju w Brunette, na którym występował w zespole Albacete Balompié. Po przenosinach do Barcelony tęsknił za swoją rodziną, lecz postanowił pozostać w La Masii. Jego idolem był Pep Guardiola, którego plakat wisiał w pokoju małego Iniesty. Szybko okazało się, że ma wielki talent do gry. Gdy miał 16 lat, został zaproszony na treningi pierwszej drużyny. „Ten dzieciak wyśle nas wszystkich na emeryturę”, powiedział wówczas Pep Guardiola w rozmowie z Xavim Hernándezem. Iniesta w drużynach juniorskich przeszedł przez kolejne kategorie wiekowe. Od sezonu 2000/2001 został włączony do kadry FC Barcelona B, a 22 grudnia 2001 roku znalazł się na ławce rezerwowych w ligowym spotkaniu z Espanyolem.
W pierwszym zespole zadebiutował 29 października 2002, pod wodzą Louisa van Gaala, w spotkaniu z Club Brugge w ramach Ligi Mistrzów. Szansę gry otrzymał w wyniku kontuzji podstawowego rozgrywającego drużyny Xaviego. Od sezonu 2003/2004 Iniesta na stałe dołączył do pierwszego zespołu Dumy Katalonii. W sezonie 2004/2005 wystąpił w 37 z 38 spotkań ligowych (wchodził przeważnie jako zmiennik Xaviego). Rok później kontuzji doznał Xavi, co ułatwiło Inieście grę w pierwszym składzie. 22 sierpnia 2006 Iniesta, jako kapitan drużyny, podniósł trofeum Joana Gampera po zwycięstwie 4:0 nad Bayernem Monachium.
Kiedy w 2007 roku zespół opuścił Ludovic Giuly, Iniesta zmienił swój dotychczasowy numer z 24 na 8. 19 lipca 2007 hiszpański dziennik Marca łączył Iniestę z przejściem do Real Madryt, który rzekomo był w stanie wydać na ten cel 60 milionów euro. Hiszpan jeszcze tego samego dnia odpowiedział: „Jestem bardzo zaskoczony, nic o tym nie wiedziałem. Nie ma mowy o przenosinach do Madrytu. Chciałbym pozostać w Barcelonie, aż do piłkarskiej emerytury”. 25 stycznia 2008 przedłużył swój kontrakt do 2014 roku wraz klauzulą wykupu wynoszącą 150 milionów euro. We wrześniu 2008 roku, po odejściu byłych wicekapitanów (Ronaldinho do Mediolanu i Deco do Chelsea), FC Barcelona zdecydowała się na wybór ich następców. Iniesta został wybrany trzecim wicekapitanem. W październikowym spotkaniu w ramach Ligi Mistrzów z FC Basel na Camp Nou Iniesta odniósł kontuzję, która pierwotnie miała wyłączyć go z gry na 6 tygodni. Ostatecznie pojawił się na boisku 3 stycznia 2009. Wszedł wówczas na boisko w 65. minucie spotkania z RCD Mallorca, zdobywając zwycięskiego gola. Miesiąc później w meczu z tym samym przeciwnikiem rozegrał 250. spotkanie w barwach Barcelony.
6 maja 2009 roku zagrał w spotkaniu Ligi Mistrzów z Chelsea F.C. W 91. minucie spotkania Iniesta oddał strzał zza pola karnego i trafił do bramki. Dzięki temu Barcelona zakwalifikowała się do finału Ligi Mistrzów. 4 dni później Iniesta odniósł kolejny uraz w meczu z Villarreal na Camp Nou. Udało mu się jednak wystąpić w finale Ligi Mistrzów z Manchesterem United, który odbył się 27 maja 2009. Barcelona ostatecznie wygrała rozgrywki. Po tym spotkaniu na temat Iniesty wypowiedziało się kilka znanych osobistości m.in. Alex Ferguson: „Nie mam obsesji na punkcie Messiego. Zdecydowanie wyżej cenię umiejętności Iniesty. On jest fantastyczny, swoją grą sprawia ogromne możliwości dla zespołu. Jego talent jest niesamowity. Jest niezwykle ważny dla Barcelony”. Natomiast Wayne Rooney nazwał Iniestę najlepszym piłkarzem na świecie. Po zakończeniu sezonu koledzy ofensywnie nastawionego pomocnika namówili go, aby napisał książkę. W efekcie powstało dzieło pod tytułem „Andrés Iniesta – Rok w raju”.
18 października 2009 Iniesta znalazł się na liście 30 kandydatów do zdobycia Złotej Piłki FIFA. Był również nominowany do nagrody Piłkarza Roku obok Lionela Messiego i Xaviego. Ostatecznie wygrał Argentyńczyk, a Iniesta zajął 5. miejsce z 134 głosami. 27 listopada 2009 postanowił przedłużyć swój kontrakt do 2015 roku. Klauzula wykupu została podniesiona ze 150 do 200 milionów euro. W sezonie 2014/15 Iniesta zdobył z klubem La Liga, Copa del Rey oraz Champions League. 24 maja 2018 przeszedł z FC Barcelony do japońskiego klubu Vissel Kobe.
W 2023 roku został zawodnikiem Emirates Club w Zjednoczonych Emiratach Arabskich.
8 października 2024 ogłosił zakończenie kariery piłkarskiej.

### Reprezentacja

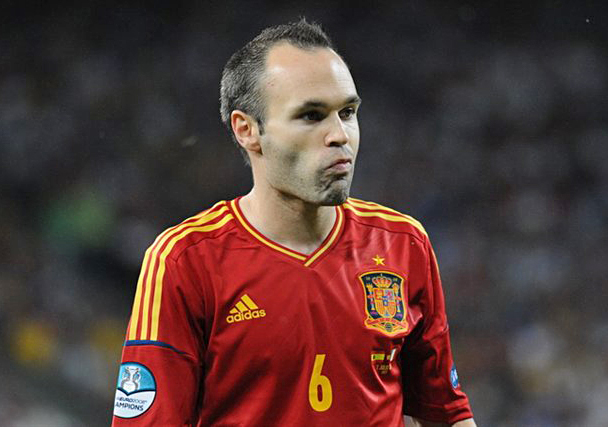
Andrés Iniesta podczas Euro 2012.

Andrés Iniesta występował w juniorskich reprezentacjach Hiszpanii. W kategorii U-16 wywalczył Mistrzostwo Europy w 2001, a rok później powtórzył to osiągnięcie z reprezentacją do lat 19. Zdobył też srebrny medal Młodzieżowych Mistrzostw Świata w 2003.
W seniorskiej reprezentacji zadebiutował 27 maja 2006 w meczu z Rosją (4:0). W 2006 roku zagrał jeden mecz na Mundialu w Niemczech – z Arabią Saudyjską (3:0). Pierwszego gola dla reprezentacji zdobył 7 lutego 2007 w meczu towarzyskim z Anglią.
W 2008 razem z reprezentacją Hiszpanii triumfował w mistrzostwach Europy. Przez cały turniej był jedną z bardziej wyróżniających się postaci i odgrywał ważną rolę w kadrze Aragonesa.
Andrés Iniesta znalazł się w składzie reprezentacji Hiszpanii na Mistrzostwa Świata 2010. 25 czerwca w meczu z Chile zdobył bramkę na 2:0, a Hiszpania wygrała ostatecznie 2:1. Został wybrany najlepszym zawodnikiem tamtego spotkania. W 116. minucie finałowego meczu z Holandią strzelił jedyną bramkę w meczu dającą jego reprezentacji tytuł mistrza świata. Gola tego zadedykował Danielowi Jarquemu, pokazując koszulkę z napisem "Dani Jarque: siempre con nosotros" ("Dani Jarque: Zawsze z nami"). Jarque, były kapitan Espanyolu, zmarł w sierpniu 2009 na zawał serca. Pamiątkowa koszulka została wmurowana w stadion Espanyolu Barcelona. Został również wybrany najlepszym zawodnikiem tego spotkania.
Na Mistrzostwach Europy w 2012 roku wraz z reprezentacją Hiszpanii zajął pierwsze miejsce. Został też uznany przez UEFA za najlepszego gracza turnieju.
Był uczestnikiem Mistrzostw Świata w 2018 roku. 1 lipca, po przegranym z Rosją meczu 1/8 finału ogłosił zakończenie kariery reprezentacyjnej. Hiszpania przegrała z reprezentacją gospodarzy po rzutach karnych (3:4).

## Statystyki
(aktualne na dzień 8 lutego 2020)
| Klub               | Sezon              | Liga  | Liga   | Puchar kraju | Puchar kraju | Europa | Europa | Inne  | Inne   | Suma  | Suma   |
| Klub               | Sezon              | Mecze | Bramki | Mecze        | Bramki       | Mecze  | Bramki | Mecze | Bramki | Mecze | Bramki |
| ------------------ | ------------------ | ----- | ------ | ------------ | ------------ | ------ | ------ | ----- | ------ | ----- | ------ |
| FC Barcelona B     | 2000/01            | 10    | 0      | -            | -            | -      | -      | -     | -      | 10    | 0      |
| FC Barcelona B     | 2001/02            | 30    | 2      | -            | -            | -      | -      | -     | -      | 30    | 2      |
| FC Barcelona B     | 2002/03            | 14    | 3      | -            | -            | -      | -      | -     | -      | 14    | 3      |
| FC Barcelona B     | Razem              | 54    | 5      | 0            | 0            | 0      | 0      | 0     | 0      | 54    | 5      |
| FC Barcelona       | 2002/03            | 6     | 0      | 0            | 0            | 3      | 0      | -     | -      | 9     | 0      |
| FC Barcelona       | 2003/04            | 11    | 1      | 3            | 1            | 3      | 0      | -     | -      | 17    | 2      |
| FC Barcelona       | 2004/05            | 37    | 2      | 1            | 0            | 8      | 0      | -     | -      | 46    | 2      |
| FC Barcelona       | 2005/06            | 33    | 0      | 4            | 0            | 11     | 1      | 1     | 0      | 49    | 1      |
| FC Barcelona       | 2006/07            | 37    | 6      | 6            | 1            | 8      | 2      | 5     | 0      | 56    | 9      |
| FC Barcelona       | 2007/08            | 31    | 3      | 7            | 0            | 11     | 1      | -     | -      | 49    | 4      |
| FC Barcelona       | 2008/09            | 26    | 4      | 6            | 0            | 11     | 1      | -     | -      | 43    | 5      |
| FC Barcelona       | 2009/10            | 29    | 1      | 3            | 0            | 9      | 0      | 1     | 0      | 42    | 1      |
| FC Barcelona       | 2010/11            | 34    | 8      | 5            | 0            | 10     | 1      | 1     | 0      | 50    | 9      |
| FC Barcelona       | 2011/12            | 27    | 2      | 6            | 2            | 8      | 3      | 5     | 1      | 46    | 8      |
| FC Barcelona       | 2012/13            | 31    | 3      | 5            | 2            | 10     | 1      | 2     | 0      | 48    | 6      |
| FC Barcelona       | 2013/14            | 35    | 3      | 6            | 0            | 9      | 0      | 2     | 0      | 52    | 3      |
| FC Barcelona       | 2014/15            | 24    | 0      | 7            | 3            | 11     | 0      | -     | -      | 42    | 3      |
| FC Barcelona       | 2015/16            | 28    | 1      | 4            | 0            | 7      | 0      | 5     | 0      | 44    | 1      |
| FC Barcelona       | 2016/17            | 23    | 0      | 5            | 0            | 8      | 1      | 1     | 0      | 37    | 1      |
| FC Barcelona       | 2017/18            | 30    | 1      | 5            | 1            | 8      | 0      | 1     | 0      | 44    | 2      |
| FC Barcelona       | Ogólnie            | 441   | 35     | 73           | 10           | 135    | 11     | 24    | 1      | 674   | 57     |
| Vissel Kobe        | 2018               | 14    | 3      | 1            | 0            | 0      | 0      | -     | -      | 15    | 3      |
| Vissel Kobe        | 2019               | 23    | 6      | 2            | 1            | 0      | 0      | -     | -      | 25    | 7      |
| Vissel Kobe        | 2020               | 0     | 0      | 0            | 0            | 0      | 0      | 1     | 0      | 1     | 0      |
| Ogólnie w karierze | Ogólnie w karierze | 533   | 49     | 76           | 11           | 135    | 11     | 25    | 1      | 769   | 72     |

### Gole w reprezentacji
| #   | Data                 | ! Miejsce                                            | Przeciwnik | Gol   | Wynik | Rozgrywki                                           |
| --- | -------------------- | ---------------------------------------------------- | ---------- | ----- | ----- | --------------------------------------------------- |
| 1.  | 7 lutego 2007        | Old Trafford, Manchester, Anglia                     | Anglia     | 0 – 1 | 0 – 1 | Mecz towarzyski                                     |
| 2.  | 28 Marca 2007        | ONO Estadi, Palma de Mallorca, Hiszpania             | Islandia   | 1 – 0 | 1 – 0 | Mistrzostwa Europy w Piłce Nożnej 2008 (eliminacje) |
| 3.  | 8 września 2007      | Laugardalsvöllur, Reykjavík, Islandia                | Islandia   | 1 – 1 | 1 – 1 | Mistrzostwa Europy w Piłce Nożnej 2008 (eliminacje) |
| 4.  | 17 listopada 2007    | Santiago Bernabéu, Madryt, Hiszpania                 | Szwecja    | 2 – 0 | 3 – 0 | Mistrzostwa Europy w Piłce Nożnej 2008 (eliminacje) |
| 5.  | 15 października 2008 | Stadion Króla Baudouina I, Bruksela, Belgia          | Belgia     | 1 – 1 | 1 – 2 | kwalifikacje do Mistrzostw Świata 2010              |
| 6.  | 25 czerwca 2010      | Loftus Versfeld Stadium, Pretoria, Południowa Afryka | Chile      | 0 – 2 | 1 – 2 | Mistrzostwa Świata w Piłce Nożnej 2010              |
| 7.  | 11 lipca 2010        | Soccer City, Johannesburg, Południowa Afryka         | Holandia   | 0 – 1 | 0 – 1 | Mistrzostwa Świata w Piłce Nożnej 2010              |
| 8.  | 12 października 2010 | Hampden Park, Glasgow, Szkocja                       | Szkocja    | 0 – 2 | 2 – 3 | Kwalifikacje do Euro 2012                           |
| 9.  | 2 września 2011      | Kybunpark, St. Gallen, Szwajcaria                    | Chile      | 1 – 2 | 3 – 2 | Mecz towarzyski                                     |
| 10. | 29 lutego 2012       | Estadio La Rosaleda, Malaga, Hiszpania               | Wenezuela  | 1 – 0 | 5 – 0 | Mecz towarzyski                                     |
| 11. | 30 maja 2014         | Estadio Ramón Sánchez Pizjuán, Sewilla, Hiszpania    | Boliwia    | 2 – 0 | 2 – 0 | Mecz towarzyski                                     |
| 12. | 5 września 2015      | Estadio Carlos Tartiere, Oviedo, Hiszpania           | Słowacja   | 2 – 0 | 2 – 0 | kwalifikacje do Euro 2016                           |
| 13. | 11 listopada 2017    | Estadio La Rosaleda, Malaga, Hiszpania               | Kostaryka  | 5 – 0 | 5 – 0 | Mecz towarzyski                                     |

Ostatnia aktualizacja: 19 listopada 2017

## Osiągnięcia

### FC Barcelona
- Mistrzostwo Hiszpanii: 2004/2005, 2005/2006, 2008/2009, 2009/2010, 2010/2011, 2012/2013, 2014/2015, 2015/2016, 2017/2018
- Puchar Króla: 2008/2009, 2011/2012, 2014/2015, 2015/2016, 2016/2017, 2017/2018
- Superpuchar Hiszpanii: 2005, 2006, 2009, 2010, 2011, 2013, 2016
- Liga Mistrzów UEFA: 2005/2006, 2008/2009, 2010/2011, 2014/2015
- Superpuchar Europy UEFA: 2009, 2011, 2015
- Klubowe mistrzostwo świata: 2009, 2011, 2015

### Vissel Kobe
- Emperor's Cup: 2019
- Superpuchar Japonii: 2020

### Reprezentacja
- Mistrzostwo Świata: 2010
- Mistrzostwo Europy: 2008, 2012
- Wicemistrzostwo Pucharu Konfederacji: 2013
- Wicemistrzostwo Świata U-20: 2003
- Mistrzostwo Europy U-19: 2002
- Mistrzostwo Europy U-16: 2001

### Indywidualne
- Król asyst Primera División: 2012/2013
- Król asyst Ligi Mistrzów UEFA: 2010/2011

- Najlepsze hiszpański piłkarz w Primera División: 2009
- Najlepszy ofensywny pomocnik w Primera División: 2009, 2011, 2012, 2013, 2014
- Piłkarz Roku UEFA: 2012
- Najlepszy zawodnik Mistrzostw Europy: 2012
- Najlepszy rozgrywający wedłgu IFFHS: 2012, 2013
- 2. miejsce w plebiscycie Złota Piłka: 2010
- 3. miejsce w plebiscycie Złota Piłka: 2012
- Srebrna piłka Pucharu Konfederacji: 2013
- Brązowa piłka Klubowych mistrzostw świata: 2015
- Golden Foot: 2014
- Drużyna sezonu Primera División: 2015/2016
- Drużyna sezonu Ligi Mistrzów UEFA: 2014/2015, 2015/2016
- Drużyna Roku UEFA: 2009, 2010, 2011, 2012, 2015, 2016
- Drużyna roku według FIFPro: 2009, 2010, 2011, 2012, 2013, 2014, 2015, 2016, 2017
- Drużyna roku według European Sports Media: 2010/2011
- Drużyna roku według France Football: 2015
- Drużyna roku J1 League: 2019
- Drużyna turnieju Mistrzostw Europy: 2008, 2012
- Drużyna marzeń Mistrzostw Świata: 2010

### Odznaczenia
- Nagroda Księcia Asturii: 2010
- Złoty medal za zasługi sportowe: 2011
- Nagroda Królowej Zofii Greckiej: 2017
- Wielki krzyż za zasługi sportowe: 2018

## Życie prywatne
Iniesta urodził się 11 maja 1984 w Fuentealbilla jako syn José Antonio. Ma siostrę Maribel. 8 lipca 2012 wziął ślub z Anną Ortiz, z którą ma córki Valerię (ur. 04.04.2011) i Sienę (ur. maj 2017) oraz synów Paola Andreę (ur. maj 2015) i Romea (ur. czerwiec 2019).